# Övre Grötsjön
Övre Grötsjön är en sjö i Älvdalens kommun i Dalarna och ingår i Dalälvens huvudavrinningsområde. Sjön har en area på 0,368 kvadratkilometer och ligger 781,2 meter över havet. Sjön avvattnas av vattendraget Storån.

## Delavrinningsområde
Övre Grötsjön ingår i det delavrinningsområde (690814-132121) som SMHI kallar för Utloppet av Övre Grötsjön. Medelhöjden är 830 meter över havet och ytan är 2,73 kvadratkilometer. Räknas de 5 avrinningsområdena uppströms in blir den ackumulerade arean 33,48 kvadratkilometer. Storån som avvattnar avrinningsområdet har biflödesordning 2, vilket innebär att vattnet flödar genom totalt 2 vattendrag innan det når havet efter 528 kilometer. Avrinningsområdet består mestadels av skog (70 procent) och kalfjäll (17 procent). Avrinningsområdet har 0,36 kvadratkilometer vattenytor vilket ger det en sjöprocent på 13,4 procent.